# Księstwo Trubeckie
Księstwo Trubeckie (starobiałorus. Kniastwa Trubetskie) – istniejące w latach 1164-1566 państwo ruskie, niepodległe. Wspomniany w 1164 r. jako Trubiecz – gród należący do księstwa czernihowskiego.
Później Trubeck stał się stolicą udzielnego księstwa. Wymienia go także "Słowo o wyprawie Igora" (1185), opisując tragiczną wyprawę ruskich książąt siewierskich na Połowców, w której brał udział książę Trubecko-Kurski Wsiewołod Czermny. Oddziały z Trubecka uczestniczyły też w bitwie z Mongołami nad rzeką Kałką (1223). Około 1240 r. Trubeck został zniszczony przez Mongołów. Kolejne wzmianki pochodzą dopiero z końca XIV wieku, gdy Trubeck, jako gród Wielkiego Księstwa Litewskiego, należał do wspólnego państwa polsko-litewskiego.
Brat Władysława Jagiełły, Dymitr I Starszy, uczestnik bitwy z Tatarami na Kulikowym Polu (1380) był protoplastą rodu książąt Trubeckich, których mogiły znajdują się w XV-wiecznym soborze św. Trójcy, powstałym na miejscu wcześniejszej murowanej świątyni z XII wieku. Podczas wielkiej smuty w 1609 r. oddziały polskie odzyskały Trubeck, który powrócił w granice Rzeczypospolitej ma podstawie rozejmu w Dywilinie z 11 grudnia 1618, przywracającego Rzeczypospolitej także Smoleńsk, Rosław, Dorohobuż, Sierpiejsk, Nowogród Siewierski, Czernihów, Monastersko, Poczep, Newel, Siebież i Krasne. Powrót Trubecka do Rzeczypospolitej ostatecznie usankcjonował pokój z Rosją w Polanowie (1634). Rosjanie podnosili również, że komisarze polscy straszą ich podjęciem na nowo sprawy Dymitra Samozwańca, którym ma być teraz rzekomy syn Maryny Mniszchówny i pierwszego Dymitra. Senatorowie, którzy rozpatrywali skargę poselstwa moskiewskiego (1644) – wśród nich był Mikołaj Abramowicz – pod naciskiem króla zgodzili się dla świętego spokoju na uwięzienie "pretendenta" w Malborku i zrobienie z niego duchownego, zapewniając posłów i o niczem złem już nie pomyśli, a my na to damy wam stwierdzenie listem i pieczęcią. Władysław IV Waza, aby wreszcie doprowadzić sprawę granicy do zakończenia, a jednocześnie zapewnić sobie przychylność Rosjan niezbędną mu w realizacji zamierzeń tureckich, zgodził się na jeszcze jedno ustępstwo. 16 września 1644 wraz z kilkoma senatorami podjął decyzję o przekazaniu Rosji pogranicznego grodu Trubeck, który traktat polanowski przyznawał Litwie. Wywołało to sprzeciw szlachty litewskiej. Posłowie na sejmie w lutym 1645 r. zażądali unieważnienia decyzji jako wydanej z przekroczeniem kompetencji króla i senatu, a załoga i mieszczanie Trubecka zaczęli przygotowywać się do obrony. Król nie ustąpił i wysłał Mikołaja Abramowicza na czele gwardii królewskiej, aby zajął gród i przekazał go Rosjanom. Latem 1645 wojewoda zmusił obrońców do wpuszczenia go do zamku, a po kilku tygodniach wydał carskim komisarzom. Trubeck był z nadania Zygmunta III własnością kniaziów Trubeckich. Oskarżyli oni Abramowicza przed Trybunałem Głównym Wielkiego Księstwa Litewskiego o najazd na cudzą własność, czyli o najcięższe przestępstwo. Deputaci, może na złość królowi, uznali powództwo i skazali wojewodę na utratę czci, banicję i 60 000 zł grzywny. Na szczęście dla infamisa, egzekucję wyroków sprawowali starostowie, urzędnicy najbardziej zależni od władcy. Dlatego też wojewodzie mścisławskiemu nic się nie stało. Sprawę załagodzono, przyznając na następnym sejmie Wielkiemu Księstwu kosztem Korony, pograniczne grody Lubecz i Łojów z województwa czernihowskiego.

## Książęta
| Nowogród Siewierski                   | do 1164                                          |
| RURYKOWICZE                           |                                                  |
| Wsiewołod Czermny                     | 1164 – 1196                                      |
| Nowogród Siewierski                   | 1196 – 1202                                      |
| Światosław I                          | 1202 – 1211                                      |
| Nowogród Siewierski                   | 1211 – 1212                                      |
| Światosław II                         | 1212 – ?                                         |
| Złota Orda                            | 1240 – 1357                                      |
| GIEDYMINOWICZE-TRUBECCY               |                                                  |
| Dymitr I Starszy                      | 1357 – 1379                                      |
| Michał Dymitrowicz Trubecki           | 1399 – XV wiek                                   |
| Symeon Michałowicz Trubecki           | 1366 – ? (½ księstwa)                            |
| Jerzy Michałowicz Trubecki            | XV wiek — 1445 (½ księstwa)                      |
| Iwan Symeonowicz Trubecki             | po 1411 – 1499 (½ księstwa)                      |
| WOŁŁOWICZE                            |                                                  |
| Grinka Wołłowicz                      | 1445 – 1489 (½ księstwa)                         |
| GIEDYMINOWICZE-CZARTORYSCY            |                                                  |
| Iwan Wasylewicz Czartoryski           | 1462? – 1489 (½ księstwa)                        |
| TRUBECCY                              |                                                  |
| Andrzej Iwanowicz Trubecki            | 1499 – 16 maja 1546 (⅓ z ½ księstwa)             |
| Iwan Iwanowicz Trubecki               | 1499 – 1538 (⅓ z ½ księstwa)                     |
| Fiodor Iwanowicz Trubecki             | 1499 – 1540 (⅓ z ½ księstwa)                     |
| Iwan Jerziewicz Trubecki              | 1499 – 1500, 1503-15 stycznia 1520 (½ księstwa)  |
| Symeon Iwanowicz Perski Trubecki      | 15 stycznia 1520 – 20 stycznia 1566 (¼ księstwa) |
| Symeon-Bogdan Aleksandrowicz Trubecki | 15 stycznia 1520 — ok. 1543 (¼ księstwa)         |
| Michał Andrzejowicz Trubecki          | 16 maja 1546 – 5 grudnia 1556 (½ księstwa)       |
| Carstwo Rosyjskie                     | 20 stycznia 1566 – 1609                          |
| I Rzeczpospolita                      | 1609 – 16 września 1644                          |
| Wigund-Jeronym Trubecki               | 1611 – 1634 (I Rzeczpospolita)                   |
| Aleksy Trubecki                       | 1634 – 16 września 1644 (I Rzeczpospolita)       |
| Carstwo Rosyjskie                     | 16 września 1644 – 1648                          |
| Powstanie Chmielnickiego              | 1648 – 1654                                      |
| Aleksy Trubecki                       | 1660 – 1672                                      |
| Carstwo Rosyjskie                     | od 1672                                          |